# Chris Wagner
Christopher "Chris" Wagner, född 27 maj 1991, är en amerikansk professionell ishockeyforward som är kontrakterad till Boston Bruins i NHL och spelar för Providence Bruins i AHL.
Han har tidigare spelat för Anaheim Ducks, Colorado Avalanche och New York Islanders i NHL; Norfolk Admirals och San Diego Gulls i AHL samt Colgate Raiders i NCAA.

## Klubbkarriär

### NHL

#### Anaheim Ducks och Colorado Avalanche
Wagner draftades i femte rundan i 2010 års draft av Anaheim Ducks som 122:a spelaren totalt.
På fyra säsonger fördelat på Anaheim Ducks och Colorado Avalanche, som plockade honom när Ducks satte honom på waivers innan de i sin tur, efter 26 matcher och 4 mål, placerade honom på waivers och Ducks plockade tillbaka honom, har han 28 poäng på 159 matcher.

#### New York Islanders
På trade deadline, 26 februari 2018, blev han tradad från Ducks till New York Islanders i utbyte mot Jason Chimera.

#### Boston Bruins
Den 1 juli 2018 skrev han som free agent på ett tvåårskontrakt värt 2,5 miljoner dollar med Boston Bruins.

## Statistik
| 2008–2009   | South Shore Kings  | EJHL        | 38  | 20 | 14 | 34  | 72  | 2  | 2 | 0 | 2 | 0  |
| 2009–2010   | South Shore Kings  | EJHL        | 44  | 34 | 49 | 83  | 70  | 4  | 3 | 6 | 9 | 8  |
| 2010–2011   | Colgate Raiders    | NCAA        | 41  | 9  | 10 | 19  | 26  | —  | — | — | — | —  |
| 2011–2012   | Colgate Raiders    | NCAA        | 38  | 17 | 34 | 51  | 69  | —  | — | — | — | —  |
| 2012–2013   | Norfolk Admirals   | AHL         | 70  | 8  | 13 | 21  | 65  | —  | — | — | — | —  |
| 2013–2014   | Norfolk Admirals   | AHL         | 76  | 14 | 14 | 28  | 68  | 10 | 2 | 3 | 5 | 10 |
| 2014–2015   | Anaheim Ducks      | NHL         | 9   | 0  | 0  | 0   | 2   | 2  | 0 | 0 | 0 | 0  |
|             | Norfolk Admirals   | AHL         | 48  | 15 | 13 | 28  | 65  | —  | — | — | — | —  |
| 2015–2016   | Anaheim Ducks      | NHL         | 17  | 0  | 2  | 2   | 17  | 2  | 0 | 0 | 0 | 0  |
|             | San Diego Gulls    | AHL         | 15  | 6  | 4  | 10  | 22  | 7  | 2 | 2 | 4 | 4  |
|             | Colorado Avalanche | NHL         | 26  | 4  | 0  | 4   | 9   | —  | — | — | — | —  |
| 2016–2017   | Anaheim Ducks      | NHL         | 43  | 6  | 1  | 7   | 6   | 17 | 3 | 0 | 3 | 6  |
|             | San Diego Gulls    | AHL         | 30  | 12 | 7  | 19  | 18  | —  | — | — | — | —  |
| 2017–2018   | Anaheim Ducks      | NHL         | 64  | 6  | 9  | 15  | 35  | —  | — | — | — | —  |
|             | New York Islanders | NHL         | 15  | 1  | 0  | 1   | 2   | —  | — | — | — | —  |
| 2018–2019   | Boston Bruins      | NHL         | 76  | 12 | 7  | 19  | 51  | 12 | 2 | 0 | 2 | 2  |
| 2019–2020   | Boston Bruins      | NHL         | 67  | 6  | 4  | 10  | 47  | 12 | 2 | 1 | 3 | 4  |
| 2020–2021   | Boston Bruins      | NHL         | 41  | 2  | 3  | 5   | 24  | 11 | 0 | 0 | 0 | 2  |
| 2021–2022   | Boston Bruins      | NHL         | 1   | 0  | 0  | 0   | 0   | 3  | 0 | 0 | 0 | 0  |
|             | Providence Bruins  | AHL         | 62  | 15 | 12 | 27  | 39  | —  | — | — | — | —  |
| 2022–2023   | Boston Bruins      | NHL         | 1   | 0  | 0  | 0   | 0   | —  | — | — | — | —  |
|             | Providence Bruins  | AHL         | 62  | 19 | 12 | 31  | 69  | 3  | 0 | 0 | 0 | 2  |
| NHL totalt  | NHL totalt         | NHL totalt  | 360 | 37 | 26 | 63  | 195 | 59 | 7 | 1 | 8 | 14 |
| AHL totalt  | AHL totalt         | AHL totalt  | 363 | 89 | 75 | 164 | 346 | 20 | 4 | 5 | 9 | 16 |
| NCAA totalt | NCAA totalt        | NCAA totalt | 79  | 26 | 44 | 70  | 95  | —  | — | — | — | —  |